# 我和祖国共命运
《我和祖国共命运》（英語：In the Same Breath，意为《同呼吸》）是由美籍华裔导演王男栿于2021年执导和制作的一部纪录片，记录了2019冠状病毒病爆发时中美两国政府的反应。
影片于2021年1月28日在圣丹斯电影节全球首映，同年8月12日由HBO纪录片有限发行，后于8月18日在HBO播出。

## 评价
汇总媒体烂番茄根据53条评论打出96%的新鲜度，平均得分8.40/10。网站共识写道：“《同呼吸》扣人心弦，目光清晰，捕捉到了正在被书写的历史——以及失灵的政府及因此被放大的全球性悲剧。”